# Brodarski ugovor
Brodarski ugovor je vrsta ugovora o prijevozu stvari brodom kojim se prijevoznik obvezuje prevesti stvari cijelim brodom, razmjernim dijelom broda ili dijelom brodskog prostora, a naručitelj prijevoza da će platiti vozarinu. Da bi se stvari mogle prevesti cijelim brodom ili njegovim dijelom, potrebno je da brodar stavi naručiocu broda na raspolaganje, tj. da mu omogući ukrcaj stvari na brod. Pismena isprava brodarskog ugovora zove se Charter Party (Isprava o čarteru).
Za brodarske ugovore jedan je od bitnih elemenata brod, te mora biti određena ili odrediva vrsta i količina stvari koju
treba prevesti.
Razlikuju se:
- brodarski ugovor na vrijeme - sklopljeni na određeno vrijeme
- brodarski ugovor na putovanje - mogu se sklopiti za jedno ili više putovanja

Brodarski ugovor na putovanje traje dok prijevoz ne bude završen, a onaj na vrijeme dok ne protekne ugovoreno vrijeme trajanja ugovora. Brodarski ugovor za više putovanja ili brodarski ugovor na vrijeme za cijeli brod mora se sastaviti u pisanom obliku, a ako nisu sastavljeni u pisanom obliku, nemaju pravni učinak.